# Selma Blair

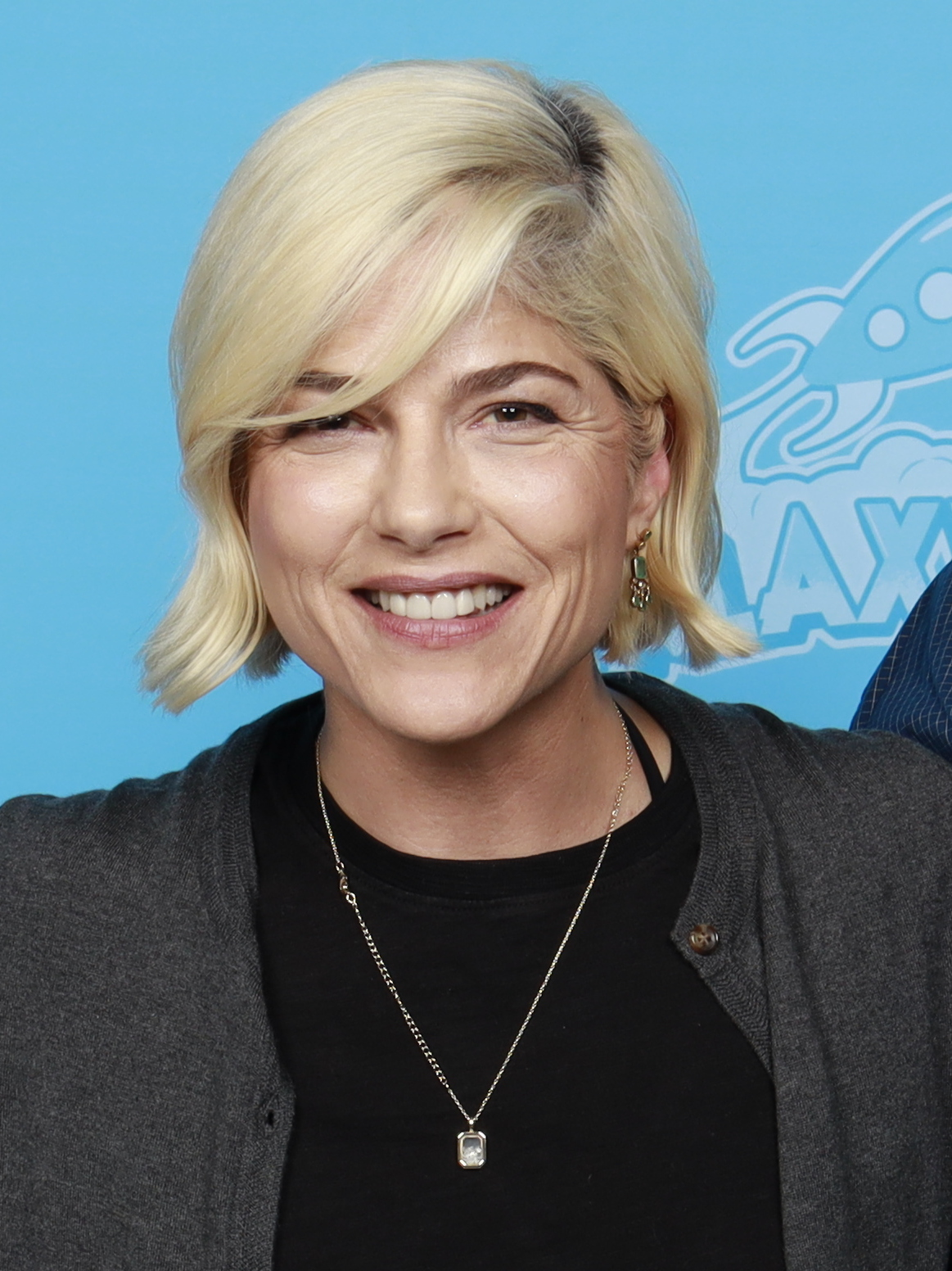
Selma Blair (2024)

Selma Blair Beitner (* 23. Juni 1972 in Southfield, Michigan) ist eine US-amerikanische Schauspielerin.

## Leben und Karriere
Blair stammt aus einer jüdischen Familie, ihr hebräischer Vorname lautet Batsheva. Ihre Eltern sind Elliot Ipcatty Beitner und Molly Ann Cooke. Sie besuchte die jüdische Hillel Day School in Farmington Hills, ehe sie auf die private Cranbrook Kingswood School in Bloomfield Hills nahe Detroit wechselte.
Im Kindesalter wurde sie nach eigenen Angaben vergewaltigt und begann noch als Kind mit dem Trinken. In ihren Teenagerjahren und am College sei der Alkoholmissbrauch eskaliert. Auch dort sei sie mehrmals vergewaltigt worden.
Mit ihrem Studium begann sie 1990 am Kalamazoo College, an dem sie im Stück Little Theater of the Green Goose erste Erfahrungen als Darstellerin sammelte. Nach dem ersten Semester wechselte sie an die University of Michigan, die sie 1994 mit einem Bachelor of Fine Arts in Fotografie sowie einem Bachelor of Arts in Englisch abschloss.
Danach ging Blair nach New York City, um dort eine Karriere als Fotografin anzustreben. Sie stellte jedoch fest, dass dieser Beruf sie nicht ausfüllen würde, und schrieb sich an der Stella Adler Acting School ein, um Schauspielstunden zu nehmen. Bald darauf entdeckte sie ein Agent in ihrem Schauspielkurs. Eine Woche später erhielt sie ihre Mitgliedskarte bei der Schauspielergewerkschaft, ihren ersten Auftritt gab sie in einem Fernsehwerbespot für ein Theater in Virginia. Blairs offizielles Debüt fand jedoch bereits 1993 statt, als sie in einer Episode der Fernsehserie Pete & Pete auftrat. Ihre erste Filmrolle hatte sie in The Broccoli Theory (1996).
Durch ihre Darbietungen in Filmen wie Strong Island Boys, Brown’s Requiem und Girl erlangte Blair erste öffentliche Aufmerksamkeit. 1997 sprach sie für die Hauptrolle in Buffy – Im Bann der Dämonen vor, musste jedoch Sarah Michelle Gellar den Vortritt lassen. Zwei Jahre später standen beide im Teenagerdrama Eiskalte Engel gemeinsam vor der Kamera. Die Rolle als naive Cecile Caldwell verhalf Blair zu einem unverhofften Karrieresprung. Ihre schauspielerische Leistung war den Juroren des MTV Movie Awards sogar einen Preis für den besten Kuss (zusammen mit Gellar) und eine Nominierung in der Kategorie Beste Newcomerin wert. Weitere Auszeichnungen waren zwei Young Hollywood Awards in den Jahren 2000 („Exciting New Face – Female“) und 2002 („Next Generation“).
Der Fernsehsender The WB gab Blair 1999 die Hauptrolle in der Serie Zoe, die im zweiten Jahr nach insgesamt 26 Folgen eingestellt wurde. Nennenswerte Auftritte hatte sie danach u. a. in Den Einen oder Keinen, Natürlich blond, Super süß und super sexy, Gelegenheit macht Liebe und Hellboy. Mehrheitlich spielte sie die Rolle des jungen, unschuldigen Mädchens. 2005 war sie in der Neuverfilmung von The Fog – Nebel des Grauens zu sehen.

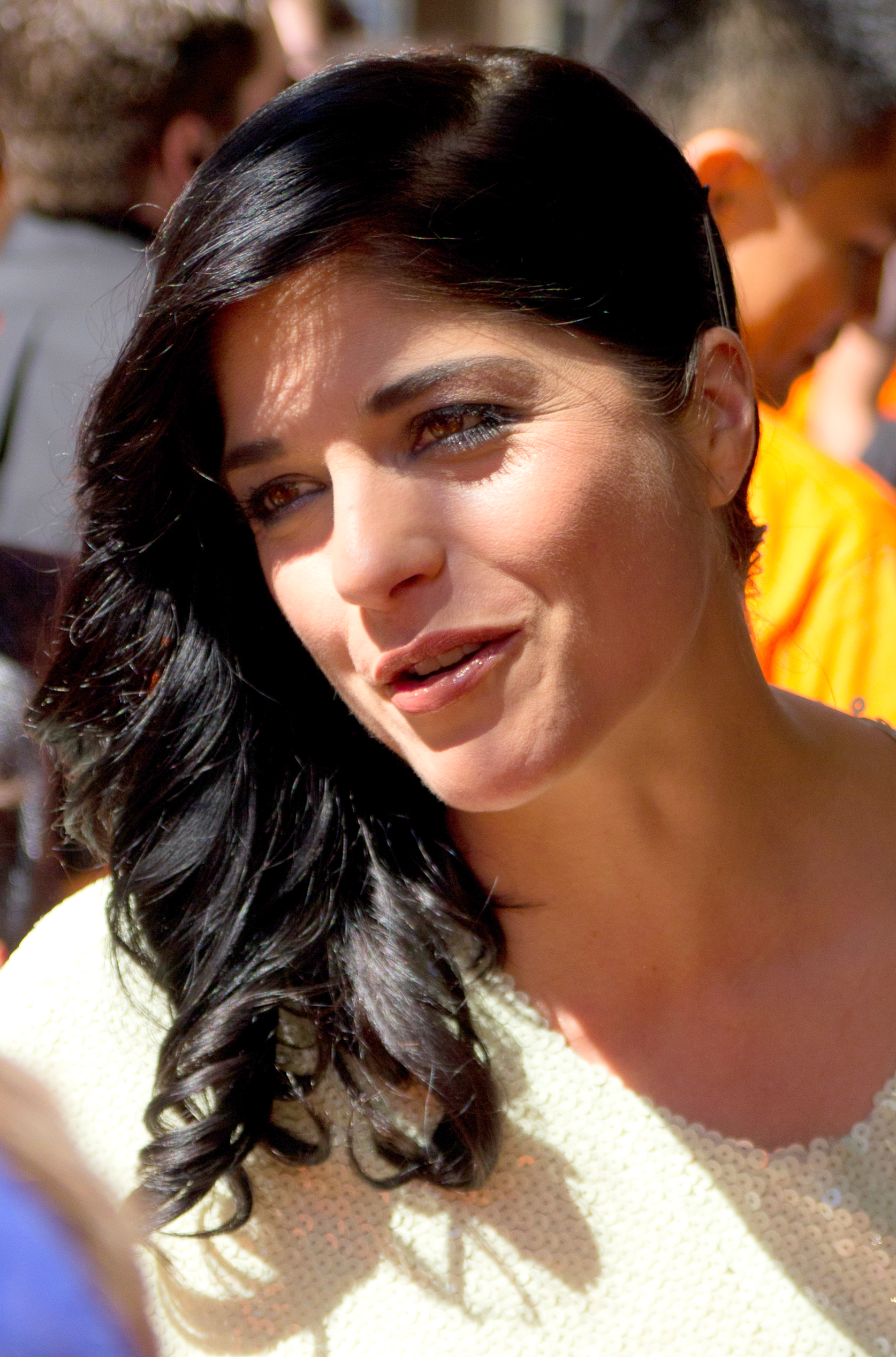
Blair auf dem Toronto International Film Festival 2011

Ab 2012 spielte sie neben Charlie Sheen eine Hauptrolle in der FX-Sitcom Anger Management. Mitte Juni 2013 wurde sie nach einem Streit zwischen ihr und Sheen vom Produktionsstudio Lionsgate entlassen.
Im Jahr 1999 wurde Blair Opfer von Todesdrohungen nach sexueller Belästigung durch den Hollywood-Filmemacher James Toback. Blair litt über 15 Jahre an Panikattacken, ausgelöst durch diese Vorkommnisse.
Blair war 2001 mit dem Schauspieler Jason Schwartzman liiert. Im Jahr 2007 war sie mit dem Model und Schauspieler Matthew Felker zusammen. Aus ihrer Beziehung mit dem Modedesigner Jason Bleick, die im September 2012 endete, stammt ihr Sohn, der am 25. Juli 2011 geboren wurde. Um 2009 war sie mit ihrem Schauspielerkollegen Mikey Day liiert, der in der Comedyserie Kath & Kim ihren Ex-Mann darstellte. Von 2015 bis 2022 führte Blair eine On-Off-Beziehung mit dem Filmemacher Ron Carlson, die vor Gericht endete.
Im Jahr 2016 beendete sie ihren jahrelangen Alkoholkonsum. Im Oktober 2018 machte sie die zwei Monate zuvor bei ihr diagnostizierte Multiple Sklerose publik.
Anlässlich des 10. Jubiläums des Modedesigners Christian Siriano präsentierte Blair Kreationen auf dem Laufsteg in der Masonic Hall im Zusammenhang mit der New York Fashion Week vom 8. bis 14. Februar 2018. Dies geschah zum Teil zu Werbe- und aus Solidaritätszwecken mit der #MeToo-Bewegung, die Selma Blair unterstützt.
Ende Juni 2023 wurde Blair Mitglied der Academy of Motion Picture Arts and Sciences.

## Filmdokumentation
Die Dokumentation Introducing, Selma Blair von 2021 begleitet Selma Blair nach ihrer Diagnose der Multiplen Sklerose, wie sie versucht, das Fortschreiten ihrer Krankheit zu verlangsamen. Das Doku-Debüt der Regisseurin Rachel Fleit ist ein von vielen Kritikern als gelungen bewerteter intimer Einblick, auch in den Verlauf der experimentellen Stammzelltherapie, zu der sich Blair entschied. Die Dokumentation wurde parallel zum Kino auf Discovery+ veröffentlicht.

## Deutsche Synchronstimmen
Blairs deutsche Synchronsprecherin ist zumeist Ranja Bonalana. In einigen Filmen liehen auch Carola Ewert, Anna Carlsson oder Gundi Eberhard ihr die Stimme.

## Filmografie (Auswahl)
- 1995: Pete & Pete (The Adventures of Pete & Pete, Fernsehserie, Folge 3x12 Die letzte Station)
- 1997: In & Out
- 1998: Brown’s Requiem
- 1998: Ich kann’s kaum erwarten! (Can’t Hardly Wait)
- 1998: Cool Girl (Girl)
- 1999: Eiskalte Engel (Cruel Intentions)
- 2000: Den Einen oder Keinen (Down to You)
- 2001: Natürlich blond (Legally Blonde)
- 2001: Storytelling
- 2001: Stirb später, Liebling (Kill Me Later)
- 2002: Super süß und super sexy (The Sweetest Thing)
- 2002: Highway
- 2003: Gelegenheit macht Liebe (A Guy Thing)
- 2003: Dallas 362
- 2003: Friends (Fernsehserie)
- 2004: Coast to Coast
- 2004: Hellboy
- 2004: Reine Chefsache (In Good Company)
- 2004: A Dirty Shame
- 2005: High School Confidential (Pretty Persuasion)
- 2005: The Deal – Im Visier der Öl-Mafia (The Deal)
- 2005: The Fog – Nebel des Grauens (The Fog)
- 2006: Alibi – Ihr kleines schmutziges Geheimnis ist bei uns sicher (The Alibi)
- 2007: Purple Violets
- 2007: WΔZ – Welche Qualen erträgst du? (WΔZ)
- 2007: Zauber der Liebe (Feast of Love)
- 2008: Lauschangriff – My Mom’s New Boyfriend (My Mom’s New Boyfriend)
- 2008: Kath & Kim (Fernsehserie)
- 2008: The Poker House
- 2008: Hellboy – Die goldene Armee (Hellboy II: The Golden Army)
- 2011: Portlandia (Fernsehserie, Episode 1x05)
- 2011: Dark Horse
- 2012: Columbus Circle
- 2012: In Their Skin – Sie wollen dein Leben (In Their Skin)
- 2012–2013: Anger Management (Fernsehserie, 49 Episoden)
- 2016: American Crime Story (Fernsehserie, vier Episoden)
- 2016: Ordinary World
- 2016: Mütter & Töchter (Mothers and Daughters)
- 2017: Mom and Dad
- 2018/2019: Lost in Space – Verschollen zwischen fremden Welten (Lost in Space, Fernsehserie, zwei Episoden)
- 2019: After Passion (After)
- 2019: Another Life (Fernsehserie, neun Episoden)
- 2020: After Truth (After We Collided)
- 2021: Introducing, Selma Blair (Dokumentation)

## Autobiografie
- Mean Baby. A Memoir of Growing Up. Virago Press Ltd, 2022, ISBN 978-0-349-01386-2.